# Instytut Stauropigialny

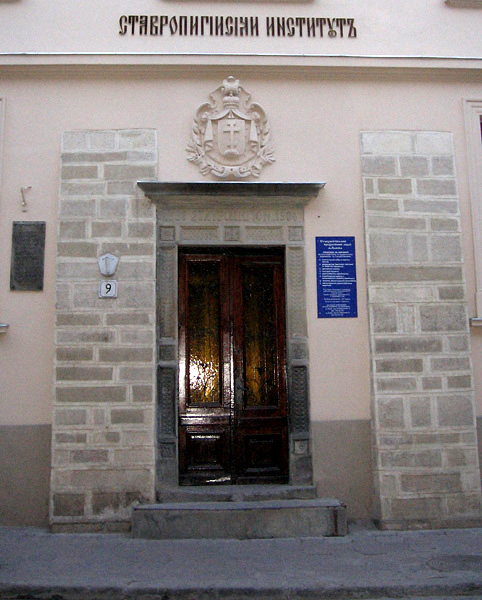
Budynek drukarni Instytutu Stauropigialnego

Instytut Stauropigijny we Lwowie (d. Instytut Stauropigiański) – galicyjska organizacja kulturalno-oświatowa i naukowo-wydawnicza, utworzona w 1788 na bazie  Bractwa Uspieńskiego, dekretem cesarza Józefa II.
Instytut posiadał własne muzeum i archiwum, prowadził również odnowioną w 1788 szkołę bracką, która jednak działała niezbyt długo, i bursę dla uczniów szkół ludowych i średnich. W I połowie XIX wieku wydawał podręczniki do szkół ludowych i średnich w języku ukraińskim (między innymi elementarz z 1807 i pierwszą ukraińską gramatykę), oraz podręczniki dla Studium ruthenum.
Bazę założonego w 1899 dzięki zabiegom A. Petruszewicza i Izydora Szaraniewicza muzeum stanowiły pamiątki, materiały i dokumenty cerkwi Uspieńskiej, archiwum brackiego lwowskiego i archiwów monastyrów Galicji. Największą wartość posiadały rękopisy (Apostoł krystynopolski z XII wieku, Buczacka i Przemyska Ewangelia, obie z XIII wieku, Nomokanon z XV wieku, utwór Petra Mohyły “Knyha duszy, narycaemaja złoto”, utwór “Perestroha”, Lwowski Litopys i inne), oryginały dokumentów Władysława Opolczyka z 1375, przywileje, hramoty, zarządzenia polskich królów z lat 1522–1767, dokumenty i listy hospodarów wołoskich w sprawie Cerkwi Wołoskiej, szkoły brackiej i drukarni z lat 1558–1694, hramoty patriarchów Konstantynopola z lat 1586–1670 i inne, akty Bractwa Lwowskiego; starodruki (gramatyka “Adelfotes” z 1591), a także zabytki sztuki cerkiewnej. Opis muzeum Instytutu opublikowali: Iłarion Swiencićkyj w 1908 i Isydor Szaranewycz (“Ruskie Muzeum Instytutu Stawropigijskiego we Lwowie”) w 1937.
W drugiej połowie XIX wieku Instytut został opanowany przez opcję moskalofilską (tak, jak i inne ukraińskie instytucje – Narodnyj Dim i Matyca Hałycko-Ruska, która nie dopuszczała nowych członków, należących do ukraińskiego ruchu narodowego).
W swojej działalności i publikacjach, pisanych początkowo jazyczjem, a w XX wieku w języku rosyjskim, Instytut Stauropigijny lansował ideę jedności kulturowej Rusinów i Rosjan. Finansową podstawę działalności Instytutu stanowiły: duży areał gruntów rolnych pod Lwowem, zespół budynków we Lwowie, drukarnia, introligatornia, księgarnia.
Część dokumentów archiwum Instytutu wydał Izydor Szaranewycz “Jubilejne izdanje w pamjat 300-letniago osnowanija Lwowskoho Stawropidijnoho Bratstwa” (1886), W. Mylkowycz — "Monumenta Confraternitatis Stauropigianae Leopoliensis", tom І (1895–1898) i inni. 
Historię Bractwa Lwowskiego i Cerkwi Uspieńskiej opisał Denys Zubryćkyj “Die Griechisch-katholische Stavropigialkirche in Lemberg und das mit ihr vereinigte Institut” (1830); poświęcony Instytutowi “Jubileknyj sbornik w pamjat 350-letja Lwowskogo Stawropygiona” (pod redakcją W.Wawryka, 1936). Cennym źródłem informacji na temat Instytutu były kalendarze “Wremennyk Stawropigijnego Instytuta (wydawane w latachза 1864–1915 і 1923–1939) і “Zbirnyk Lwiwskoji Stawropigiji” (1921). W wydawnictwie instytutu wydano “Istoriję galicko-ruskawogo kniażestwa Denysa Zubryćkiego  (1852–1955, 3 tomy, Instytut finansował również w latach 1850–1854 wydawanie Zorii Hałyćkiej..
Instytutem kierowała rada z seniorem na czele. Najbardziej znanymi seniorami Instytutu byli: I. Baczynśkyj (1801–1816), Joachim Chomiński (1861–1866), Isydor Szaranewycz (1885–1901), Wasyl Kowalśkyj. Ogólna liczba członków Bractwa Lwowskiego i Instytutu Stauropigijnego za cały czas działalności wyniosła 726 osób.
W czasie pierwszej radzieckiej okupacji w 1940 zabytki Instytutu przejęło Lwowskie Państwowe Muzeum Historyczne, a archiwum – Centralne Państwowe Archiwum Historyczne USRR we Lwowie.

## Literatura
- Encyklopedia ukrainoznawstwa